# Винер Атлетикшпорт-Клуб
«Винер Атлетикшпорт-Клуб» (нем. Wiener Athletiksport Club), также известный как «Винер АК» и ВАК — австрийский футбольный клуб, основанный 14 октября 1897 года. В 1973 году произошло объединение с клубом «Аустрия» Вена, некоторое время новая команда выступал под названием «ФК Аустрия/ВАК Вена», однако с сезона 1976 года стала именоваться просто «Аустрия» Вена.

## Лучшие бомбардиры чемпионата Австрии
- 2 —  Йоханн Нойман: 1913 (17), 1914 (23)
- 1 —  Фриц Цейка: 1960 (28)

## Достижения
- Обладатель кубка Митропы: 1931
- Чемпион Австрии: 1915
- Вице-чемпион Австрии: 1943
- Третий призер чемпионата Австрии: 1914, 1919, 1929, 1944, 1960, 1961
- Обладатель кубка Австрии: 1931, 1938, 1959
- Финалист кубка Австрии: 1928, 1932, 1935
- Обладатель кубка вызова: 1901, 1903, 1904

## Статистика
| Сезоны | Матчи | Победы | Ничьи | Поражения | Разница мячей | Очки |
| ------ | ----- | ------ | ----- | --------- | ------------- | ---- |
| 38     | 825   | 318    | 177   | 330       | 1669 — 1663   | 813  |

## Ссылка
- Официальный сайт «Винер АК»